# Palmarès dell'Óquei Clube de Barcelos
L'Óquei Clube de Barcelos nella sua storia si è aggiudicato tre campionati portoghesi, quattro Coppe del Portogallo, quattro Supercoppe del Portogallo e una Elite Cup. A livello internazionale vanta una Coppa dei Campioni, una Coppa delle Coppe, tre Coppe CERS (record condiviso con il Novara, il Liceo La Coruña e il Lleida), una Supercoppa d'Europa e una Coppa Intercontinentale. Vanta anche due sconfitta in finale in Eurolega, due in Coppa CERS e due in Coppa Continentale.

## Competizioni ufficiali
19 trofei

### Competizioni nazionali
12 trofei
- Campionato portoghese: 3

1992-1993, 1995-1996, 2000-2001
- Coppa del Portogallo: 4

1991-1992, 1992-1993, 2002-2003, 2003-2004
- Supercoppa del Portogallo: 4

1993, 1999, 2003, 2004
- Elite Cup: 1

2021

### Competizioni internazionali
7 trofei
- CERH European League: 1

1990-1991
- Coppa delle Coppe: 1

1992-1993
- Coppa CERS/WSE: 3 (record condiviso con il Novara, il Liceo La Coruña e il Lleida)

1994-1995, 2015-2016, 2016-2017
- Supercoppa d'Europa/Coppa Continentale: 1

1991-1992
- Coppa Intercontinentale: 1

1992

## Altri piazzamenti

### Competizioni nazionali
- Campionato portoghese

2º posto/finale play-off: 1988-1989, 1989-1990, 1990-1991, 1993-1994, 1994-1995, 1996-1997, 1998-1999, 1999-2000, 2002-2003, 2003-2004
3º posto/semifinale play-off: 1991-1992, 2001-2002, 2005-2006, 2006-2007, 2020-2021, 2021-2022
- Coppa del Portogallo

Finale: 1989-1990, 1994-1995, 1996-1997, 1998-1999, 2000-2001, 2001-2002
Semifinale: 1985-1986, 1997-1998, 2007-2008, 2008-2009, 2014-2015, 2015-2016, 2021-2022
- Supercoppa del Portogallo

Finale: 1992, 1996, 2001

### Competizioni internazionali
- Coppa dei Campioni/Eurolega

Finale: 1993-1994, 2001-2002
Semifinale: 1991-1992, 2000-2001, 2003-2004, 2006-2007
- Coppa CERS/WSE

Finale: 1998-1999, 2017-2018
Semifinale: 1989-1990, 2014-2015
- Supercoppa d'Europa/Coppa Continentale

Finale: 1993-1994, 2016-2017
Semifinale: 2017-2018